# C·J·彻里
卡罗琳·贾尼斯·彻里（英語：Carolyn Janice Cherry， 1942年9月1日—），以筆名C·J·彻里（C. J. Cherryh）更为人所知，是一位美国推想小說作家。自1970年代中期以来，她已经写了80多本书，其中包括雨果奖获奖小说《下方太空站》（1981年）和《赛亭星》（1988年），这两本小说都属于她Alliance-Union宇宙设定。她以“世界建筑”而闻名，描绘了历史，语言，心理学和考古学等大量研究所支持的具有极大现实主义的虚构领域。她在Alliance-Union宇宙中创作的一系列奇幻小说，已售出超过300万册。
笔名中的Cherryh（发音为“Cherry”）是在她的真实姓名上附加了一个不发音的“h”，因为她的第一编辑Donald A. Wollheim认为“Cherry”听起来太像愛情小說作家了。她的名字选择缩写为C.J，是因为在几乎所有科幻作家都是男性的时候，习惯于掩饰她是女性的事实。
有一颗小行星以她的名字命名：77185 Cherryh。谈到这一荣誉，小行星的发现者们写道：“她挑战我们，想象人类是如何成长的，才能在这些星球上生存。”
彻里与妻子科幻作家和艺术家Jane Fancher住在华盛顿州斯波坎附近她喜欢滑冰，旅行，并经常出现在科幻小说大会上。她的兄弟David A. Cherry也是位科幻作家和艺术家。